# Rodonit (almafajta)

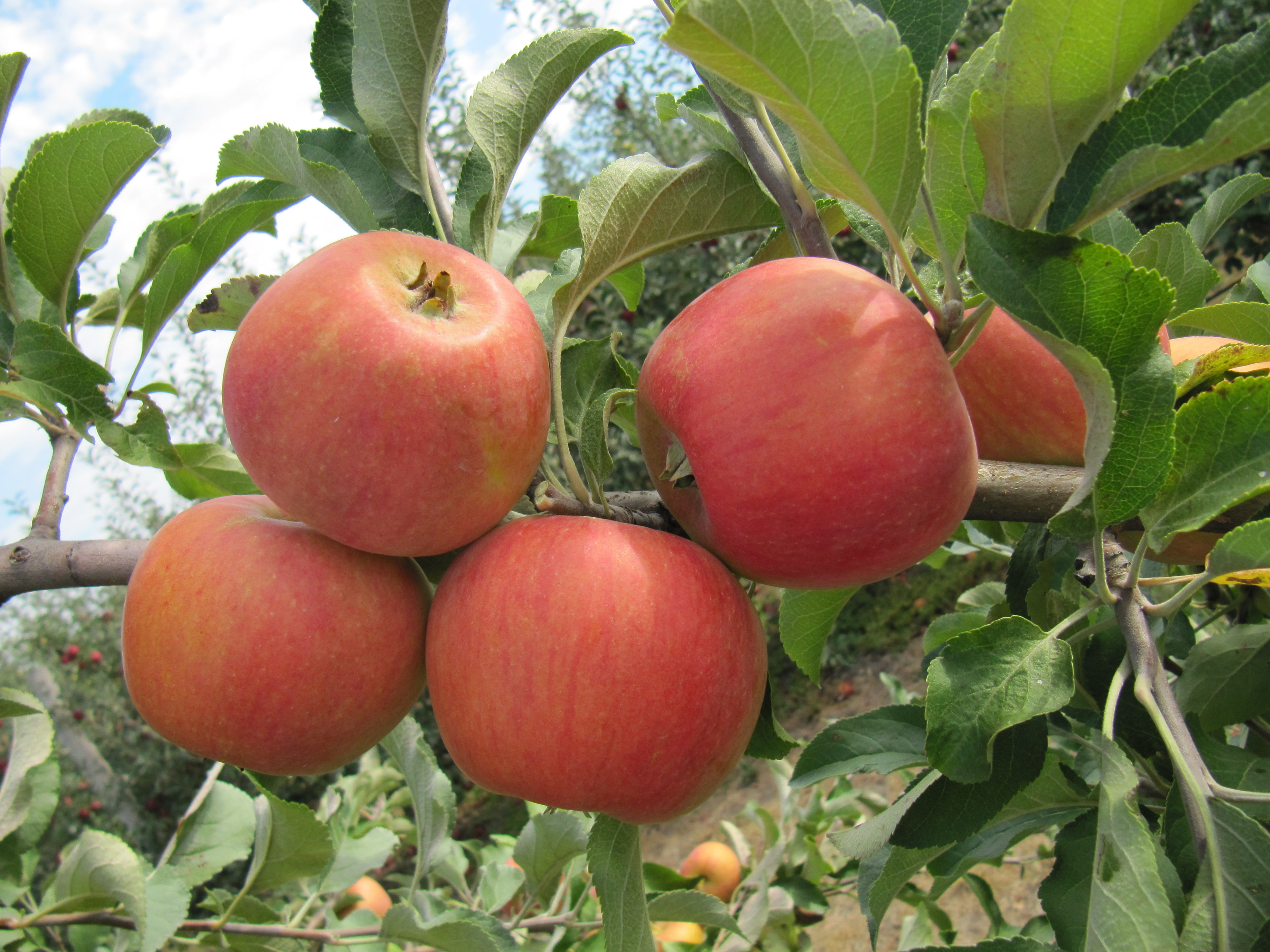
Rodonit almafajta

A Rodonit magyarországi nemesítésű almafajta, melyet a Budapesti Corvinus Egyetem kutatói nemesítettek ki. A betegségekkel szembeni ellenállóságának köszönhetően jelentős értéket képvisel a hazai fajtaválasztékban. 
Házikertbe és üzemi ültetvényekbe is telepíthető fajta, utóbbiak esetében a Gala fajtakör késői érésű klónjainak kiváltására alkalmas.
Kiváló étkezési alma, gyümölcsének húsa viszonylag kemény, íze édes-savas, közepesen aromás. Az almák között ritka módon, kiamgasló antioxidáns hatással rendelkezik.
Nevét a rodonit nevű  szilikátásványról kapta.

## Története
A fajtát a Budapesti Corvinus Egyetem Gyümölcstermő Növények Tanszékének (ma Magyar Agrár- és Élettudományi Egyetem) munkatársai állították elő. A fajta kialakításához a Golden Delicious fajta szabadmegporzású magoncát használták föl, az apai fél ismeretlen. 
Állami elismerésre 2009-ben terjesztették föl, 2016-ban került a Nemzeti fajtajegyzékbe.

## Jellemzői
Fája középerős növekedésű, ágrendszere elterülő. Gyümölcse közepesen nagy, lefelé szabályosan keskenyedő. Alapszíne sárgászöld, melyet pirosas fedőszín borít. A hús krémszínű, meglehetősen szilárd, édes-savas ízű, enyhén aromás. 

### Termesztési sajátosságai
Termőre fordulása rendkívül korai, bőtermő. Virágzása középidejű, csokros gyümölcskötődésre hajlamos. A virágok fagytűrése jó, a Gala típusba tartozó fajtáknál ellenállóbb. 
Betakarítása szeptember első felében történik, két menetben. Gyümölcse alkalmas tartós tárolásra is. 

### Rezisztencia, tolerancia
A venturiás varasodással szemben limitált rezisztenciával rendelkezik, és bár a levelek védekezés hiányában fertőződhetnek, a gyümölcsökön a tünetek erősen korlátozott mértékben jelennek meg. A klasszikus almafajtáknál kevésbé fogékony mind a lisztharmatra, mind a tűzelhalásra, teljesen rezisztensnek azonban nem nevezhető.

## Felhasználása
Leginkább integrált növényvédelmet folytató üzemekbe ajánlható, kiváló étkezési alma. Elsősorban a Gala fajtakörhöz tartozó fajták kiváltására alkalmas, toleranciájának köszönhetően termeszthetősége költséghatékonyabb az előbbieknél. A növényvédelmi költségek csökkenése a házikerti termesztés során is kívánatos, így a kiskertek tulajdonosainak is jó választás lehet a Rodonit.